# Karl Böchel
Karl Böchel (* 15. September 1884 in Koblenz; † 28. Februar 1946 in Fjellhamar bei Oslo) war ein sozialdemokratischer Widerstandskämpfer und Mitbegründer des Arbeitskreises revolutionärer Sozialisten (RSD).

## Leben
Karl Böchel wurde als Sohn eines Eisenbahnarbeiters geboren und absolvierte nach der Volksschule von 1899 bis 1902 eine Schlosserlehre. Anschließend arbeitete er bis 1913 in Rheinhausen. 1905 trat er dem Deutschen Metallarbeiterverband (DMV) bei und wurde 1910 Mitglied der Sozialdemokratischen Partei Deutschlands (SPD). Ab 1913 war er für mehrere sozialdemokratische Zeitungen tätig. So war er 1913 Redakteur der Niederrheinischen Arbeiter-Zeitung bzw. der Niederrheinischen Volksstimme in Duisburg. Im Ersten Weltkrieg diente er von 1914 bis 1918 als Soldat. Im November 1918 war er Mitglied des Arbeiter- und Soldatenrates von Duisburg. Im April 1919 trat er in die Redaktion der Volksstimme in Chemnitz ein, seit August 1919 war er deren Chefredakteur bis 1933. Böchel war Delegierter zu den DMV-Verbandstagen 1921 und 1924.
Böchel war von 1924 bis 1926 Mitglied der Chemnitzer Stadtverordnetenversammlung. Von 1923 an leitete er den linken Flügel der SPD in Sachsen. Von 1924 bis 1933 war er Vorsitzender des SPD-Bezirks Chemnitz-Erzgebirge und Mitglied des zentralen SPD-Parteiausschusses. Böchel wurde 1926 in den Sächsischen Landtag gewählt. Dort war Böchel zunächst Mitvorsitzender und ab 1929 alleiniger Vorsitzender der SPD-Fraktion. Ab 1928 war er auch Vorsitzender des Landesarbeitsausschusses (Landesvorsitzender) der SPD Sachsen. Er vertrat eine dezidiert linke Position, gehörte im Oktober 1927 zu den Gründern der Zeitschrift Der Klassenkampf und im Oktober 1931 der Marxistische Tribüne. 1931 sprach er sich für einen Zusammenschluss von KPD und SPD aus. Er kritisierte die Koalitionspolitik der SPD-Spitze und deren Tolerierung der Brüning-Regierung.
Nach der „Machtergreifung“ der Nationalsozialisten wurde er am 9. März 1933 im sächsischen Landtag schwer misshandelt und floh im Mai 1933 in die Tschechoslowakei. Er beteiligte sich am Aufbau des Grenzsekretariats Karlsbad. Am 26. April 1933 wurde er in den Reichsvorstand der SPD gewählt. Böchel, dem am 29. März 1934 mit der Veröffentlichung der zweiten Ausbürgerungsliste des Deutschen Reichs die deutsche Staatsangehörigkeit entzogen wurde, trat in Prag der SPD-Exilorganisation Sopade bei und gehörte ab August 1934 dem Vorstand der Sopade an. Zusammen mit Siegfried Aufhäuser gründete er im selben Monat den Arbeitskreis revolutionärer Sozialisten und setzte sich erneut für die Aktionseinheit von Sozialdemokraten und Kommunisten ein. Am 30. Januar 1935 schloss ihn die Sopade wegen seiner parteikritischen Äußerungen aus dem Sopade-Vorstand aus. Es folgte ein zwei Jahre andauernder Bruch mit der Sopade und gemeinsam mit Aufhäuser die Gründung der Revolutionären Sozialisten Deutschlands (RSD). Böchel war bis 1937 Vorsitzender der RSD. Im Dezember 1936 unterzeichnete er den Aufruf des Volksfrontausschusses. Nachdem sich die RSD der Sopade-Spitze und damit der von Böchel kritisierten Politik angenähert hatten, trat er 1937 aus ihrer Arbeitsgemeinschaft aus.
1938 ging Böchel nach Norwegen und war seit Ende 1939 gelähmt. Er hielt sich während der deutschen Besetzung des Landes in einem Krankenhaus versteckt. 1945 kehrte er schwer krank nach Oslo zurück und starb 1946 in Fjellhamar.
Böchels Tochter war die Autorin Rose Nyland (1929–2004).

## Ehrungen
Die Karl-Böchel-Straße in Chemnitz ist nach ihm benannt. 2015 wurde ein Stolperstein vor dem Georg-Landgraf-Forum in Chemnitz für ihn verlegt.